# Денисенко Олександр Васильович
Олександр Васильович Денисенко (1980—2023) — старший солдат збройних сил України, учасник російсько-української війни.

## Життєпис
Народився 28 травня 1980 року в селі Сміле Роменського району Сумської області.
Під час повномасштабної війни був старшим солдатом в 47-й механізованій бригаді.
Загинув 9 липня 2023 року поблизу міста Оріхів Запорізької області.

## Нагороди
- Орден «За мужність» III ступеня[1].